# Хекатај Милетски
Хекатај из Милета (старогрчки Εκαταιος Μιλησιος, око 550. п. н.е. Милет, Јонија, † око 476. п. н. е.), старогрчки путник, картограф и историчар. 

## Живот и рад
Хекатеј је наставио рационалистичку традицију Талеса и користио је углавном у проучавању земљине површине. Много је путовао по Персијском царству, које је у његово време владало Малом Азијом. Написао је књигу о Египту и Азији, која није сачувана. У Египту је очигледно схватио колико далеко сеже историја када су му Египћани показали списе претходних генерација.
Наставио је дело Анаксимандра када је покушао да исцрта карту света. Поделио је земљу на северну половину, Европу, а јужну половину, Азију, а Средоземно море и Кавказ су били граница од истока до запада. Два континента била су нацртана као полукруг, а све је било омеђено Океаном, светском реком. Међутим, Грци нису били највећи путници и истраживачи тог времена. Та част припада Феничанима, од којих је најпознатији Ханон.
Хекатеј је уређивао историју као и географију, пошто је написао први грчки извештај о поступцима људи који нису слепо веровали у богове и митове. Он је заправо гледао на митове са неверицом и потпуним презиром. Његова историја није сачувана, али је без сумње инспирисала његовог великог наследника Херодота неколико генерација касније. Пошто је Херодотова историја сачувана, он је познат као отац историје, иако је можда Хекатеј то више заслужио.
Као и Талес, и Хекатеј је био мудар политичар. Приговорио је када је 499. п. н. е. подигао грчке градове у Малој Азији против персијског краља Дарија I Великог. Његов савет није послушан, побуна је сурово угушена, а научна превласт грчких градова Мале Азије, која је трајала век и по, завршена је. Хекатеј је написао: „Има много грчких прича, али ја мислим да су смешне.